# Tengis Sulakwelidse
Tengis Sulakwelidse (georgisch თენგიზ სულაქველიძე; russisch Тенгиз Григорьевич Сулаквелидзе; * 23. Juli 1956 in Kutaissi, Georgische SSR) ist ein ehemaliger georgisch-sowjetischer Fußballspieler.
Sulakwelidse begann seine Laufbahn als Fußballer 1974 bei Torpedo Kutaissi, dem Verein seiner Heimatstadt. Im Jahr 1978 wechselte er zu Dinamo Tiflis und blieb bei diesem Verein bis 1988. Mit Tiflis wurde er im Jahr 1978 sowjetischer Meister und 1979 sowjetischer Pokalsieger. In der Saison 1980/1981 gewann er mit seinem Team auch den Europapokal der Pokalsieger.
Für die Sowjetische Nationalmannschaft absolvierte Sulakwelidse von 1980 bis 1988 49 Länderspiele und erzielte dabei zwei Tore. Bei der Olympiade 1980 gewann er mit dem sowjetischen Team die Bronzemedaille. Er nahm 1982 an der Weltmeisterschaft in Spanien und 1988 an der Europameisterschaft teil.
Sulakwelidse beendete seine aktive Karriere 1989 in Schweden bei IFK Holmsund.